# Шпигун, Геннадий Николаевич
Геннадий Николаевич Шпигун (5 февраля 1947, Бабаюрт, Дагестанская АССР — март 2000, Чеченская Республика, Российская Федерация) — российский государственный деятель. Генерал-майор милиции, полномочный представитель МВД России в Чеченской Республике.
В 1999 году был похищен из самолёта в аэропорту Грозный. Похитители потребовали выкуп, но федеральное правительство ответило отказом. Попытки найти и освободить Шпигуна, предпринимавшиеся силовыми структурами как России, так и Ичкерии, к успеху не привели. Его тело было обнаружено в марте 2000 года у села Итум-Кали.

## Биография
Родился и вырос в Бабаюртовском районе Дагестана.
Работал на заводе «Дагдизель» фрезеровщиком. С 1969 года занялся общественно-политической работой: в период с 1969 по 1980 год занимал партийные должности секретаря Каспийского горкома ВЛКСМ, заместителя заведующего отделом Дагестанского обкома ВЛКСМ, секретаря комитета комсомола завода «Дагдизель». В 1980 году Шпигун получил должность инструктора отдела, заместителя заведующего отделом организационно-партийной работы Дагестанского обкома КПСС.
В 1984 году поступил на службу в органы МВД СССР, занимал должность заместителя начальника Исправительно-трудовых учреждений, затем стал заместителем начальника политотдела, начальником отдела кадров, заместителем министра, начальником службы по работе с личным составом МВД Дагестана.
Принимал участие в Первой чеченской войне, являлся руководителем всех следственных изоляторов на территории Чечни. Джохар Дудаев в 1996 году включил Геннадия Шпигуна в «список ответственных за чеченскую трагедию».
С 1996 по 1998 год Шпигун являлся главным эксперт-консультантом отдела обеспечения управления силами и средствами в чрезвычайных условиях Управления по чрезвычайным ситуациям Главного штаба МВД России, затем был повышен до главного инспектора. В том же году переведён на должность начальника инспекции Главного организационно-инспекторского управления МВД России.
В феврале 1999 года Шпигун сменил Адама Аушева, брата Руслана Аушева, на посту представителя МВД России в Ичкерии. Это вызывало протест в Чечне, Аслан Масхадов уведомил руководство МВД России о нежелательности нахождения Шпигуна в республике Ичкерия.

### Похищение
5 марта 1999 года в аэропорту Грозного Шпигун сел в самолёт авиакомпании «Асхаб» для перелёта в Москву, чтобы отметить 8 марта с женой, охрана осталась снаружи. Во время разгона по взлётной полосе из багажного отделения вылезли три вооружённых человека в масках, ещё двое присоединились к ним из салона. Они выволокли генерала наружу и увели в сторону Терского хребта. Пилот развернул самолёт в сторону терминала, чтобы сообщить о происшествии, но тут путь самолёту преградили два автомобиля УАЗ. Из них вышли люди в камуфляже и потребовали пустить их в салон. Убедившись, что ни генерала, ни их сообщников в самолёте уже нет, они последовали за первой группой. 17 марта за генерала Шпигуна через посредников похитители потребовали выкуп в размере 15 миллионов долларов США, позднее сумму снизили до 7, а после и до 3 миллионов. Руководство МВД России отказалось выплачивать деньги похитителям.
После похищения министр внутренних дел Сергей Степашин дал слово офицера, что Шпигун будет освобождён. Согласно заявлениям официальных лиц, силовые структуры как России, так и Ичкерии неоднократно предпринимали попытки освобождения похищенного генерала, проводились встречи с представителями похитителей. Предполагались различные варианты, от ракетного обстрела баз боевиков до проведения операции силами спецназа. Пленного часто перевозили с места на место, что исключило возможность планирования каких-либо действий. Со стороны Ичкерии действия затруднялись наличием в рядах МВД агентуры боевиков.
29 декабря 1999 года СМИ распространили заявление старейшин Ачхой-Мартана, в котором сообщалось, что генерал Шпигун жив и оценивается в 5 миллионов долларов. Сообщалось, что какое-то время его содержали в Ачхой-Мартане, позже его переправили в Грузию. В пользу этой версии говорили показания освобождённого из плена жителя Дагестана. Он утверждал, что его содержали в грузинском селе Шатили в одном подвале с похищенным генералом. Бывший министр обороны Грузии Тенгиз Китовани впоследствии подтвердил сведения о том, что Геннадия Шпигуна содержали на территории Панкисского ущелья. 28 января 2000 года ряд российских СМИ распространили заявление начальника Северо-Кавказского управления по борьбе с организованной преступностью о том, что Геннадий Шпигун жив и известно его местонахождение.
МВД России сообщало, что похищение генерала было совершено по приказу Шамиля Басаева сепаратистами из банды Абдул-Малика Межидова. Согласно другим сведениям, среди организаторов похищения были чеченские сепаратисты Бауди Бакуев, Арби Бараев и братья Ахмадовы. Предполагалось, что помощь в похищении Шпигуна оказывал «бригадный генерал», глава пограничной и таможенной служб Ичкерии Магомед Хатуев, в ведении которого находился военный городок в Грозном, где содержались десятки заложников. Кроме того, предполагается, что в организации похищения участвовал «бригадный генерал», заместитель министра внутренних дел Ичкерии Насруди Бажиев. В 2002 году обвинения в причастности к похищению также были предъявлены Борису Березовскому. Подозревалось, что Геннадий Шпигун знал о финансовых контактах Березовского с чеченскими бандформированиями, это могло стать причиной похищения.

### Обнаружение тела и похороны

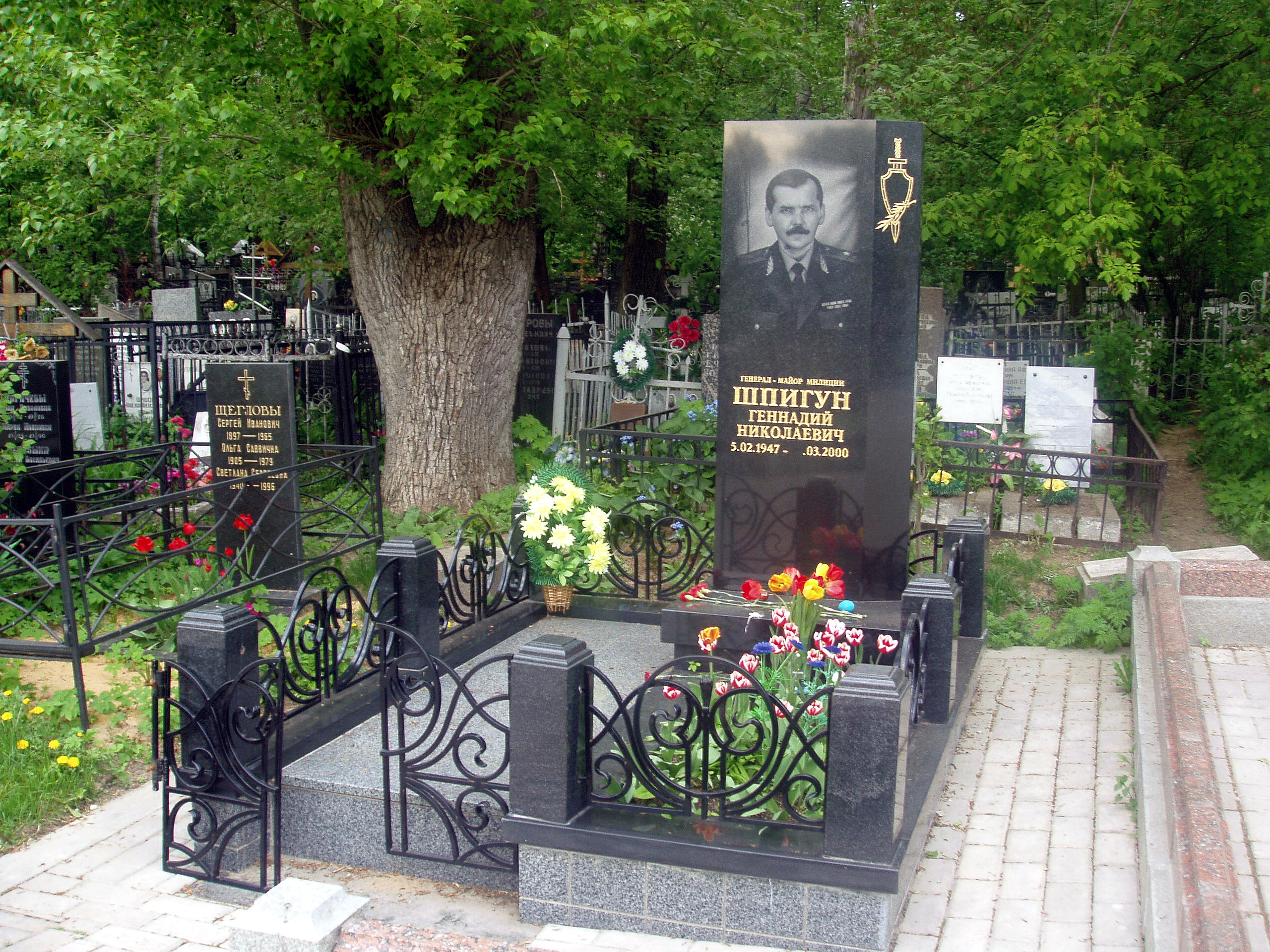
Могила Геннадия Шпигуна на Преображенском кладбище

31 марта 2000 года в районе села Итум-Кали при содействии местных жителей было обнаружено тело заложника, по их словам, сбежавшего от боевиков и замёрзшего в лесу. По показаниям одного из пленных боевиков, это был похищенный генерал Шпигун, умерший от проблем с сердцем при переходе из Шатоя в Итум-Кали. Генетическая экспертиза с точностью 90 % показала, что тело принадлежит именно Шпигуну. Позднее тело опознал родной брат генерала.
Факт опознания тела Геннадия Шпигуна отрицался представителями МВД России. Так, министр внутренних дел Владимир Рушайло назвал информацию о принадлежности обнаруженного тела похищенному генералу «глупостью», а поиски продолжались. Так, в ночь на 30 апреля 2000 года в результате спецоперации, проведённой оперативной группой по поиску Шпигуна, в районе Бамута был освобождён племянник мэра Махачкалы, показавший, что его содержали в соседнем подвале с Геннадием Шпигуном.
В редакционном материале «Новой газеты» в марте 2000 года утверждается, что федеральные власти заплатили за выдачу тела Шпигуна путём организации лечения получившего тяжёлое ранение Секретаря совета безопасности Ичкерии Доку Умарова в Нальчике и переправки его в Грузию. При этом автор ссылается на нескольких высокопоставленных сотрудников МВД России. Версия о причастности Умарова к выдаче тела Шпигуна российским властям высказывается также в публикации 2010 года журналиста «МК» Марины Перевозкиной. Она ссылается на знакомого ей высокопоставленного офицера ГРУ Антона Сурикова, который утверждал, что именно Умаров указал место захоронения генерала Шпигуна, также оказал некоторые другие услуги и за это ему позволили уехать в Грузию. В 2014 году об этом же говорит в своей публикации обозреватель «Новой газеты» Вячеслав Измайлов: была оформлена сделка с руководством МВД, в ходе которой Умаров освободил двух польских заложниц, его боевики выдали тело Шпигуна, а взамен тот получил возможность подлечиться и выехать за границу.
Шпигун был похоронен в июне 2000 года на Преображенском кладбище в Москве. В аэропорту Махачкалы перед отправкой гроба с телом в Москву состоялась траурная церемония, где присутствовали председатель Народного собрания Дагестана Муху Алиев, руководство МВД Дагестана, делегация из Бабаюртовского района.

## Награды
- Медали ордена «За заслуги перед Отечеством» двух степеней[3];
- Медаль «Ветеран труда»[3];
- Медаль «За безупречную службу» трёх степеней[3];
- Юбилейные медали («100-летие Ленина», «60 лет Вооружённых Сил СССР»)[3].

## Память
Главной улице Бабаюрта присвоили имя погибшего.